# 강태원 (축구 선수)
강태원(姜泰源, 2000년 3월 3일 ~ )은 대한민국 출생 대만의 축구 선수로 현재 중국 갑급 리그의 난퉁 즈윈에서 미드필더로 활동 중이며 대만 A대표팀의 일원으로도 활동 중이다.